# Daniel Kozdęba
Daniel Witold Kozdęba (ur. 12 listopada 1976 w Mielcu, zm. 28 lutego 2018 tamże) – polski samorządowiec, w latach 2014–2018 prezydent Mielca.

## Życiorys
Syn Stanisława i Józefy. Absolwent Wydziału Budowy Maszyn i Lotnictwa Politechniki Rzeszowskiej. Odbył studia doktoranckie na tej samej uczelni. Ukończył również studia podyplomowe z zakresu rozwoju regionalnego na Uniwersytecie Warszawskim oraz studia typu MBA we Francuskim Instytucie Zarządzania w Warszawie. Był członkiem zajmującej się sprawami młodzieży komisji przy Narodowej Radzie Integracji Europejskiej (powołał go do niej premier Jerzy Buzek), asystentem i doradcą dwóch ministrów edukacji narodowej oraz nauczycielem akademickim (od 2001 do 2003 na Politechnice Rzeszowskiej). Zatrudniony później jako wiceprezes zarządu Rzeszowskiej Agencji Rozwoju Regionalnego (od 2005 do 2007), gdzie zajmował się sprawami Podkarpackiego Parku Naukowo-Technologicznego. W 2008 ukończył w Niemczech program dla kadr kierowniczych organizowany przez Fundację im. Roberta Boscha. W następnych latach pracował w urzędzie miejskim w Rzeszowie.
Od 2012 był członkiem Sojuszu Lewicy Demokratycznej. W latach 2002–2006 i 2010–2014 był radnym powiatu mieleckiego. W 2014 kandydował z listy SLD do Parlamentu Europejskiego, jednak nie zdobył mandatu. W wyborach w 2014 jako kandydat komitetu wyborczego Razem dla Ziemi Mieleckiej ubiegał się o prezydenturę Mielca, wygrywając w drugiej turze głosowania z wynikiem blisko 61,2% głosów i pokonując w niej zarządzającego tym miastem od 20 lat Janusza Chodorowskiego.
Od lata do grudnia 2016 przez kilka miesięcy przebywał na zwolnieniu lekarskim po operacji chirurgicznej. Ponownie podjął leczenie szpitalne w połowie następnego roku.
W 2016 otrzymał tytuł „Mielczanina Roku 2015”, przyznany w plebiscycie organizowanym przez „Tygodnik Regionalny Korso”.
Tuż przed swoją śmiercią podpisał pismo, w którym zrzekł się stanowiska prezydenta Mielca. Pismo to stanowiło też jego list pożegnalny. Daniel Kozdęba zmarł w trakcie kadencji 28 lutego 2018. Uroczystości pogrzebowe odbyły się 3 marca 2018 w kościele parafialnym pw. Ducha Świętego w Mielcu. Daniel Kozdęba został pochowany na Cmentarzu Komunalnym przy ul. Królowej Jadwigi w Mielcu.

## Upamiętnienie
W 2021 jego imieniem nazwano rondo wzdłuż ul. Witosa w Mielcu.